# Torneio Internacional de Toulon
Torneio Internacional de Toulon (oficialmente Tournoi Espoirs de Toulon) é um tradicional torneio de futebol de seleções de base, disputada na cidade francesa de Toulon, situada no departamento do Var, na região Provença-Alpes-Costa Azul (Provence-Alpes-Côte d'Azur).
Conhecido inicialmente como Torneo Esperanzas de Toulon, é disputado desde 1967, e a participação é feita por convite.
As partidas do Torneio de Toulon são disputadas em dois tempos de 40 minutos cada, desafiando a mentalidade dos jovens jogadores com tempo limitado.

## História
Ao longo dos anos, este certame confirmou a sua tendência para revelar grandes talentos. Em 1978, Passarella, Tarantini, Gallego e Valencia tornaram-se nos primeiros jogadores campeões do Mundo a passarem por Toulon.
Jogadores emblemáticos como Jean-Pierre Papin (França), Hristo Stoichkov (Bulgária) e Zinedine Zidane (França) que ganharam a 'Bola de Ouro' – distinção que elege o melhor futebolista a actuar na Europa – também estiveram em Toulon.
Um dos grandes feitos do futebol francês também está intimamente ligado a esta prova. Em 1998, a França conquistou o Mundial. Nas suas fileiras estavam 13 jogadores que participaram no Torneio de Toulon.
Também o bi-‘Bota de Ouro’ português, Fernando Gomes, passou por duas edições do Torneio: em 1975 e em 1977. Mais tarde, o mexicano Hugo Sanchez e o búlgaro Hristo Stoichkov – mais dois jogadores com passagens por Toulon – conseguem a mesma distinção destinada ao melhor marcador de todos os campeonatos europeus.
Esporadicamente o torneio recebe clubes. Em 1994 a agremiação brasileira da cidade de Belém do Pará, Clube do Remo, esteve a disputar o quadrangular de clubes, com sua formação principal. A representação brasileira sagrou-se vice-campeã invicta, entre os clubes, perdendo a final nas cobranças de penaltis, diante do time da casa, o Sporting Toulon Var. Entre as seleções, a campeã em 1994 foi a Seleção Inglesa.
A Seleção Portuguesa de Futebol venceu o torneio em três oportunidades, tendo a mais recente ocorrido em 2003. Nessa edição, depois de ter defrontado, na fase de grupos, as formações de Inglaterra (3-0, com golos de Custódio, Lourenço e Cristiano Ronaldo), da Argentina (3-0, com golos de Lourenço [2] e Custódio) e do Japão (0-1), a formação lusa bateu a Turquia por 2-0 (com golos de Nuno Viveiros e Danny). Na final, a equipa orientada por Rui Caçador venceu a Itália por 3-1, com golos de João Paiva (2) e Danny.
O Brasil conquistou o Torneio Internacional de Toulon nove vezes nas nove finais em que esteve presente: 1980, 1981, 1983, 1995, 1996, 2002, 2013, 2014 e  2019 e é o segundo país que mais títulos conquistou. Jogadores como Cafú, Dunga, Roberto Carlos e Taffarel também campeões da Copa do Mundo FIFA foram revelados nesta competição, apenas a França tem mais títulos que o Brasil: são 12 troféus no total até o momento.
Em 2012, o México conquistou o título do Torneio Internacional de Toulon, meses depois conquistou a medalha de ouro nos Jogos Olímpicos de Londres. A Inglaterra conquistou os títulos mais recentes em 2016, 2017 e 2018.

## Formato
O campeonato é disputado por 10 seleções em dois grupos de cinco equipes os melhores colocados dos dois grupos vão para a final e os segundos colocados de cada grupo vão disputar a vaga do terceiro lugar.

## Vencedores

### Desempenho por país
| País            | Títulos                                                                                  | Vice-campeonato                                                                          |
| --------------- | ---------------------------------------------------------------------------------------- | ---------------------------------------------------------------------------------------- |
| França          | 14 (1977, 1984, 1985, 1987, 1988, 1989, 1997, 2004, 2005, 2006, 2007, 2015, 2022 e 2025) | 14 (1975, 1976, 1978, 1980, 1986, 1991, 1993, 1995, 1996, 1998, 2009, 2011, 2014 e 2016) |
| Brasil          | 9 (1980, 1981, 1983, 1995, 1996, 2002, 2013, 2014 e 2019)                                |                                                                                          |
| Inglaterra      | 7 (1990, 1991, 1993, 1994, 2016, 2017 e 2018)                                            | 2 (1985, 1988)                                                                           |
| Portugal        | 3 (1992, 2001, 2003)                                                                     | 4 (1994, 1997, 2000, 2005)                                                               |
| Colômbia        | 3 (1999, 2000, 2011)                                                                     | 2 (2001, 2013)                                                                           |
| Bulgária        | 2 (1976, 1986)                                                                           | 3 (1977, 1987, 1989)                                                                     |
| Argentina       | 2 (1975, 1998)                                                                           | 2 (1983, 1999)                                                                           |
| Hungria         | 2 (1974, 1978)                                                                           |                                                                                          |
| Itália          | 1 (2008)                                                                                 | 2 (2002, 2003)                                                                           |
| México          | 1 (2012)                                                                                 | 2 (2018, 2023)                                                                           |
| Costa do Marfim | 1 (2010)                                                                                 | 2 (2017, 2024)                                                                           |
| União Soviética | 1 (1979)                                                                                 | 1 (1984)                                                                                 |
| Iugoslávia      | 1 (1982)                                                                                 | 1 (1992)                                                                                 |
| Chile           | 1 (2009)                                                                                 | 1 (2008)                                                                                 |
| Bélgica         | 1 (1967)                                                                                 |                                                                                          |
| Polônia         | 1 (1974)                                                                                 |                                                                                          |
| Panamá          | 1 (2023)                                                                                 |                                                                                          |
| Ucrânia         | 1 (2024)                                                                                 |                                                                                          |
| Tchecoslováquia |                                                                                          | 4 (1967, 1981, 1982, 1990)                                                               |
| Holanda         |                                                                                          | 2 (1979, 2006)                                                                           |
| Suécia          |                                                                                          | 1 (2004)                                                                                 |
| China           |                                                                                          | 1 (2007)                                                                                 |
| Dinamarca       |                                                                                          | 1 (2010)                                                                                 |
| Turquia         |                                                                                          | 1 (2012)                                                                                 |
| Marrocos        |                                                                                          | 1 (2015)                                                                                 |
| Japão           |                                                                                          | 1 (2019)                                                                                 |
| Venezuela       |                                                                                          | 1 (2022)                                                                                 |
| Arábia Saudita  |                                                                                          | 1 (2025)                                                                                 |

### Títulos por confederações
- UEFA: 34
- CONMEBOL: 15
- CONCACAF: 2
- CAF: 1